# Vörös sivatag
A Vörös sivatag (Il deserto rosso / Le Désert rouge) 1964-ben készült színes, olasz–francia filmdráma. Michelangelo Antonioni első színes filmje elsősorban a színekkel való kísérletezés miatt keltett annak idején különösen nagy érdeklődést. A mű színdramaturgiája azonban éppúgy megosztotta a kritikusokat és a közönséget, mint a film egésze. A Vörös sivatag a rendező negyedik, s hosszú ideig az utolsó közös filmje volt akkori élettársával, Monica Vittivel. Az ezt követő Antonioni-alkotásokban a cselekmény középpontjába férfi szereplők kerültek, akiknek a története egyrészt nem kapcsolódott az olaszországi tematikához, másrészt a rendező korábbi filmjeitől eltérően az újabb opuszokban alapvetően már nem a férfi-nő kapcsolat vizsgálatára került a hangsúly.

## A cselekmény
|  | Alább a cselekmény részletei következnek! |

A helyszín Ravenna, a dinamikusan fejlődő, ám mégis rideg ipari város. Giuliana a kisfiával a gyárba tart, mérnök férjét meglátogatni. A gyár előtt munkások tüntetnek, akik a rendőrök által kísért sztrájktörőket hangszórón próbálják meg jobb belátásra bírni. A várakozó Giuliana észrevesz egy szendvicset majszoló férfit, és váratlanul azzal az ajánlattal megy oda hozzá, hogy megvenné tőle a megkezdett ennivalót. A meglepett férfi átadja a szendvicset a jól öltözött nőnek, az emberektől félrevonuló Giuliana pedig mohón falatozni kezd. Amikor az addig kissé távolabb játszadozó kisfia megjelenik, az asszony felkínálja számára a szendvicset.

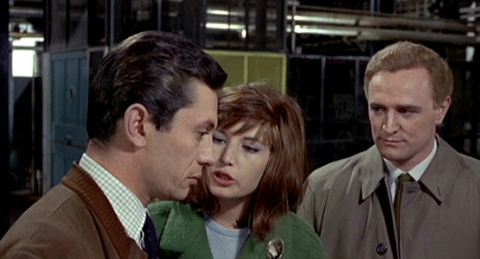
Ugo, Giuliana és Corrado a gyárban (Carlo Chionetti, Monica Vitti és Richard Harris)

Közben a gyárban Giuliana férje, Ugo és új ismerőse, Corrado beszélgetnek. Corrado Ugón keresztül próbál munkásokat találni Patagóniába tervezett vállalkozása számára. Ugo bemutatja neki Giulianát, majd a nő távozása után elmondja Corradónak, hogy felesége éppen egy nemrég elszenvedett autóbaleset okozta érzelmi sokkból lábadozik. Ennek érzékeltetésére a következő jelenetben azt látjuk, hogy Giuliana éjszaka, otthon felriad az ágyában, és képtelen újra elaludni. Kimegy az előtérbe. Szorongási roham tör rá. Ugo, aki felesége után megy a hálószobából, megpróbálja simogatással megnyugtatni Giulianát, de ezt nem túl meggyőzően teszi. Másnap az asszonyt egy üres üzlethelyiségben látjuk. Giuliana szeretne majd itt üzletet nyitni, de ezzel kapcsolatos elképzelései homályosak. Megjelenik Corrado, és akadozva kibontakozó beszélgetésük elárulja mindkettőjük belső bizonytalanságát. Giuliana Corradóval tart Ferrarába, ahol a férfi egy munkást keres, akit szerződtetni szeretne vállalkozása számára. Csak a munkás feleségét találják otthon, ám az asszony elutasítja Corrado ajánlatát, hogy férje esetleges új munkája miatt elköltözzenek innen. A radarszerelő munkás keresése közben Giuliana az idegklinikán szerzett élményeiről beszél Corradónak. Mikor találkoznak a szerelővel, kiderül, hogy a férfi és Giuliana ismerik egymást. (A nézőnek nem nehéz rájönnie, hogy a klinikáról.) Corrado és Giuliana ezután egy folyóparti halászkunyhóba megy, ahol Ugo mellett más barátokkal is találkoznak. A szűk, szegényes berendezésű kalyibában az unatkozó társaság beszélgetése a szex körül forog, és erotikus incselkedésbe kezdenek egymással. Az unaloműző játéknak egy hatalmas hajó érkezése vet véget, ahová egy hordágyat visznek fel. A ragályos betegségtől rettegő társaság pánikszerűen menekül a kunyhóból. A zaklatott Giuliana a ködben kis híján a folyóba vezeti a kocsiját. Nem teljesen egyértelmű, hogy vajon nem öngyilkossági szándékkal tette-e.

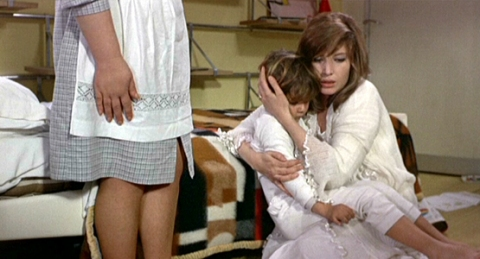
Giuliana kisfia beteg (Valerio Bartoleschi és Monica Vitti)

Később – ismét Ravennában – Giulianát kisfia különös betegsége teszi nyugtalanná. A gyerek képtelen lábra állni, azonnal összecsuklik, ha megpróbál felkelni. Az aggódó anya orvost hív. Giuliana a doktor távozása után a beteg kisfiúnak egy csodálatos szigeten egyedül élő lányról mesél, aki egy napon megpillant egy titokzatos vitorlást a tengeren. A kislány megpróbál odaúszni, de a hajó eltűnik. Néhány nap múlva Giuliana észreveszi, hogy kisfia, abban a hiszemben, hogy senki nem látja, felkel az ágyból, és játszani kezd, tehát csak színlelte a betegséget. Giulianán ismét erőt vesz a neurózis. Egyik este Corrado szállására megy egy hotelbe. Ám hiába fekszik le a férfival, csupán arra döbben rá, hogy problémáira nem a hűtlenség a megoldás, és Corrado éppúgy nem jelent számára támaszt, ahogyan Ugo sem. Zaklatott állapotban távozik. A sötétben elvetődik a kikötői rakpartra, a „vörös sivatag”-ba, ahol mindent a rozsda ural. A film végén ismét a gyár mellett látjuk a kisfiával együtt: Giuliana a korábbinál jóval kiegyensúlyozottabbnak tűnik. Mintha csak az asszony látásmódja változna meg, a gyár addig homályos látképe élesen rajzolódik ki az utolsó képkockákon.

## Tetralógia
Györffy Miklós Antonioniról szóló könyvében a Vörös sivatagot egy nem hivatalos tetralógia befejező darabjaként említi, melynek előzményei A kaland (1960), Az éjszaka (1961) és A napfogyatkozás (1962) voltak. A négy filmet nem csupán Monica Vitti személye kapcsolja össze. (Az éjszakában a női főszerepet egyébként Jeanne Moreau alakította, abban a műben Vitti mellékszerepet játszott.) Mindegyik alkotás az érzelmek betegségéről szól, lényegében különböző fokozatokat örökítve meg. A kaland középpontjában egy új kapcsolat megszületésének nehézségei állnak, Az éjszaka egy házasság kihűlését mutatja be, míg A napfogyatkozásban a hősnő a szakítást követő magányból tétován próbál egy újabb kapcsolat felé indulni, ám valójában a neurózis felé halad. A Vörös sivatag hősnője túl van az idegösszeomláson (alighanem az öngyilkossági kísérleten is), és Antonioni azt vizsgálja, van-e kiút számára az érzelmi mélypontról.

## Előkészületek, előfeltevések

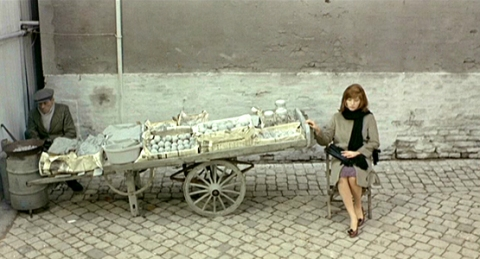
Giuliana szürkének látja a friss gyümölcsöket (Monica Vitti)

A Vörös sivatag Antonioni első színes filmje, melyet a színes technikával való kísérletezés előzött meg. A Mester már a fekete-fehér A napfogyatkozásban kísérletet tett arra, hogy a színeknek dramaturgiai funkciót és érzelmi töltetet adjon. Abban a filmben is esetenként a hősnő, Vittoria szemén keresztül látjuk a világot, és ezzel összhangban a film végi napfogyatkozás is szimbolikus értelmet nyer, mint a hősnő tudatállapotának megváltozása, a neurotikus állapot beköszönte. A Vörös sivatagban ez a szubjektív látásmód dominál: a külvilágot szinte végig Giuliana szemén keresztül látjuk. Ennek megfelelően például a tárgyak körvonalai gyakran elmosódottak. (Technikailag ezt Antonioni a lágy fókuszú lencse használatával érte el.) A színek is alapvetően Giuliana lelkiállapotát tükrözik, így például abban a jelenetben, melyben egy zöldségesnél szürkének látjuk a gyümölcsöket, vagy a folyóparton szürkésbarnának a füvet. (Előbbi esetben Antonioni szűrőt helyezett a lencse elé, utóbbinál egyszerűen átfestést alkalmazott.) Ennek a módszernek a művészi célja egyrészt az volt, hogy a néző minél jobban beleélje magát Giuliana helyzetébe, másrészt áttételesen jelzi, hogy a hősnő érzelmi-idegi állapota ezekben a jelenetekben különösen labilis.
Antonioni egyébként később sem mondott le arról, hogy a színekkel kísérletezzen. A Nagyításban (1966) például zöldre festette a park gyepét, hogy az általa kívánt árnyalat jöjjön létre, Az oberwaldi titokban (1980) pedig a videotechnika lehetőségeivel próbálkozott. Antonioni színdramaturgiájának érdekessége, hogy lényegében egészen más céllal használja a színeket, mint amire a színes filmet tulajdonképpen feltalálták: a valóság minél pontosabb, minél hűségesebb visszatükrözése helyett a Mesternél a színek a valóságtól való elrugaszkodás, az elidegenítés eszközei. A kritikusok egy része már a premier idején is mesterkéltnek és erőltetettnek tartotta Antonioni kísérletezéseit a színekkel. Érdemes megemlíteni azonban, hogy az olasz Mestertől függetlenül akkortájt Alfred Hitchcock is kísérletezett a színekkel: a Vörös sivataggal egy időben készült filmjében, a Marnie-ban (1964) a piros színt ruházta fel dramaturgiai funkcióval, míg a Topázban (1969) a fehér, a vörös és a sárga színeknek szánt kiemelt szerepet. Elképzeléseit azonban egyik film esetében sem tudta maradéktalanul megvalósítani.

## Elidegenedés, elvágyódás, neurózis

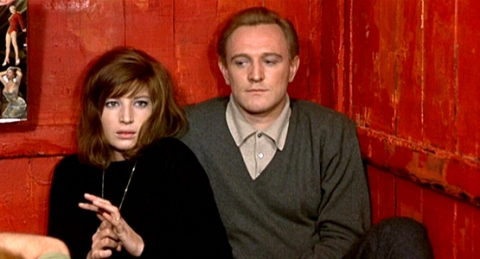
Giuliana és Corrado a kunyhóban (Monica Vitti és Richard Harris)

A Vörös sivatag kapcsán számos kritikus szóvá tette, hogy Antonioni alighanem átgondolatlan előfeltevésekkel látott neki a forgatásnak, amely egyébként 1963 októberében kezdődött. Úgy vélték, a film lényegében azt sugallja, hogy az ipari fejlődés szükségszerűen együtt jár az elidegenedéssel és az ebből fakadó neurózissal. Antonioni leegyszerűsítésnek tartotta ezeket a véleményeket. Szerinte Giuliana története elsősorban az alkalmazkodás drámája, nem pedig kiáltvány a világ iparosodása ellen, melynek némileg szükségszerű velejárója a gyárkémények, a füst, illetve a környezeti tényezőkön túl az emberi kapcsolatok átalakulása. Giuliana neurózisát nyilvánvalóan nem Ravenna ipari világának ridegsége váltja ki, legfeljebb csak hozzájárul ahhoz: a környezet nem ok, inkább eszköz és jelkép Antonioni filmjében. Már a nyitójelenetben áttételesen – a szendvics-epizód révén – értesülünk Giuliana labilis idegállapotáról, amelyről a későbbiekben további részleteket tudunk meg: olykor a szereplők viselkedése, máskor a szavaik árulkodnak. Nyilvánvalóvá válik, hogy a hősnő kapcsolata a férjével nem harmonikus, ha nem is romlott meg teljesen. Ugóról megtudjuk, hogy annak idején felesége balesetének hírére sem tért haza külföldi útjáról, és akkor sem túl meggyőző a viselkedése, amikor az éjszaka közepén a szorongó Giulianát kéne megnyugtatnia. Az asszony neurózisát tovább táplálja, amikor kiderül, hogy fia csupán színlelte a betegséget. Giuliana ekkor valószínűleg úgy érzi, hogy nemcsak feleségként, hanem anyaként sem képes helytállni. Hogy a hiba talán nem csak benne van, azt jól érzékelteti a halászkunyhóban játszódó jelenet. Az egymással erotikusan incselkedő társaság tagjai között egyértelműen látszik, hogy Giuliana erkölcsileg mindenképpen fölötte áll a többieknek, viszont egyedül, önmagára támaszkodva nem találja meg a kiutat a neurózisból. Ösztönösen érzi, hogy el kéne foglalnia magát valamivel, de nincs konkrét elképzelése még tervezett üzletével kapcsolatban sem. Corrado szintén nem jelent támaszt számára, hiszen a férfi valójában ugyanolyan bizonytalan személyiség, mint ő. Corrado Patagóniába való elvágyódása ugyanazt a céltalan ábrándozást, a problémákkal való szembenézés elkerülését jelképezi, mint a régiségkereskedő lány elvágyódása a Nagyításban vagy Locke hirtelen ötlettől vezérelt személyiségcseréje a Foglalkozása: riporterben (1975).
Giuliana helyzetét jól szimbolizálja az általa elmondott mese a csodás tengerparton élő kislányról. Ugyanis hiába képzelné magát a paradicsomi idillben élő kislány helyébe, életébe a vitorlás képében ugyanúgy megjelenik a külvilág, amellyel kapcsolatba kell lépnie, mint a valóságban. Ez a kapcsolatteremtés a mesében sem eredményes, a történet mégis azt sugallja, hogy nem lehetséges a külvilágtól való teljes elkülönülés, az alkalmazkodásra, a változtatásra, a kontaktusra mindig is szükség lesz. Giuliana és a többi szereplő a korábbi Antonioni-filmektől eltérően nem „általános” figurák: életükhöz, társadalmi helyzetükhöz szorosan hozzátartozik a környezet, amelyben élnek. Antonioni elmesélte, hogy a forgatás során rengeteg neurotikussal találkozott. Egy asszony például óriási patáliát csapott, amikor a stáb a forgatáshoz bekapcsolta az áramfejlesztőket, noha azok hangja elenyésző volt ahhoz a borzalmas zajhoz képest, amit az asszony nap mint nap zokszó nélkül elviselt. Az új, az ismeretlen hang váltotta ki az agresszióját, ahogyan valószínűleg a barátságtalan környezet is azáltal válik Giuliana neurózisának egyik táptalajává, hogy biztonságérzete, énképe a férjéhez (és kisebb mértékben a fiához) fűződő kapcsolat megváltozása miatt ingataggá vált.

## Érdekességek
- A mesebeli jelenetet a stáb külön engedéllyel vette fel egy magántulajdonban lévő festői szépségű tengerpartszakaszon, Szardínia szigetén. A forgatókönyv első változatában a mese egy papírsárkányról szólt, melyet a szél a Cape Canaveral rakétakilövő állomásra sodort.
- A Corrado szállodai szobájában játszódó jelenetben a növények fehéreknek látszanak. Ezt a hatást a rendező azzal érte el, hogy fehér fóliával vonta be a növényeket.
- A Vörös sivatag volt Antonioni első közös munkája Carlo Di Palma operatőrrel, és az utolsó közös filmje Giovanni Fusco zeneszerzővel.
- A forgatás elhúzódása miatt Richard Harris 1964 februárjában otthagyta Antonioni stábját, mert leszerződött Sam Peckinpah Dundee őrnagy (1965) című alkotásához, és nem akart lemaradni arról a szerepről. Harris azzal indokolta a magatartását, hogy a Vörös sivatag addigra lényegében már elkészült. Néhány hiányzó jelenetben, ahol a Harris által megformált szereplő távolról volt látható, Antonioni kénytelen volt dublőrt alkalmazni.
- Egy filmtörténeti anekdota szerint Mario Soldati, a neves író-filmrendező elaludt a Vörös sivatag vetítése közben. Egy másik, nem kevésbé jeles író-rendező, Pier Paolo Pasolini azonban nyilvánosan kiállt Antonioni alkotása mellett egy újságcikkben, melyet válaszként írt egy olvasói levélre. Pasolini ugyanakkor nem tagadta, hogy Antonioni ezt megelőző két filmje, Az éjszaka és A napfogyatkozás nem tetszettek neki, viszont különösen nagyra értékelte a Vörös sivatag montázstechnikáját és a film egészére jellemző szubjektív látásmódot. Pasolini akkoriban aktuális filmje, a Máté evangéliuma (1964) egyébként a Vörös sivataggal együtt részt vett az 1964-es Velencei Nemzetközi Filmfesztiválon. Noha sokan Pasolini munkáját tartották a legjobb versenyfilmnek, végül Antonioni alkotása kapta a fődíjat.
- A (gyakran sérült) női lélek iránti érdeklődése miatt Antonionit egyes kritikusai olykor Ingmar Bergmannal állították párhuzamba. Kétségtelenül van némi hasonlóság a két rendező látásmódjában, Antonioni azonban egyik alkotásában sem foglalkozott közvetlenül a neurózis kitörésével, inkább az azt megelőző vagy azt követő állapotot igyekezett bemutatni.

## Magyar kritikai visszhang
A Vörös sivatag ellentmondásos megítélése a korabeli magyar kritikákban is tükröződött.
„Vállalom, ha kell a konzervatizmus vádját is és kimondom, hogy a szellemi erő jelenlétét a művészi alkotásban akkor érzem igazán, ha valódi igazságokkal, a valóság felismert és megragadott törvényeivel, a művészi forma tisztaságával, gondolatnak és érzelemnek, mondanivalónak és tartalomnak, szubjektívumnak és objektív világnak állandóan vitázó és mindig megújuló összhangjával találkozom. A Vörös sivatagban ezzel az összhanggal nem találkozom, mert ez nincs jelen. A legárulóbban jelentkezik ez a művészien formált képek, néha valóban lenyűgöző atmoszféra és párbeszédek ellentmondásában. […] Legnagyobb ereje valóban az atmoszférateremtés, a világ hangulatainak megragadása. Kitűnően sikerült képsorok beszélnek a gyárakról, a ködös tengerpartokról, a megváltozott világról, az elveszett és elpusztult szépségről. De a nagy műalkotásokban az atmoszféra csak közeg, az igazi drámát felerősítő tér, indulatok, érzelmek, gondolatok összecsapásának színpada. Az atmoszféra sugallhat és teremthet is konfliktusokat, de nem lehet a konfliktusok főszereplője.”

(Kuczka Péter kritikája. In: Filmvilág 1966/5. szám)
„…pontosan erről, az egyenlőtlen fejlődésről van szó a Vörös sivatagban. A gépeknek a filmben ábrázolt túldimenzionált világába az ember ugyanis még nem illeszkedett bele. Tudja, hogy minőségi változásban él, de ezt érzelmeivel és vágyaival még csak mint mennyiségit tudja érzékelni. A kialakuló új világban régi érzelemvilágával igyekszik elhelyezkedni. […] Nincs a filmben konstrukció? Hogyne lenne! A hősnő »menekülése a betegségbe«. »Flucht in die Krankheit«-ről van szó, nem valódi betegségről. Nem tudja, benne van-e a hiba, vagy a világban, így inkább magát véli betegnek. Illúziókba menekül, idillikus tengeröböl és mesevitorlások álomvilágába.”

(Magyar Bálint kritikája. In: Filmvilág 1966/8. szám)

## Főszereplők
- Monica Vitti (Giuliana)
- Richard Harris (Corrado Zeller)
- Carlo Chionetti (Ugo, Giuliana férje)
- Xenia Valderi (Linda)
- Rita Renoir (Emilia)
- Lili Rheims (a radarszerelő felesége)
- Aldo Grotti (Max)
- Valerio Bartoleschi (Giuliana fia)
- Emanuela Paola Carboni (a mesebeli lány)
- Bruno Borghi
- Beppe Conti
- Julio Cotignoli
- Giovanni Lolli
- Hiram Mino Madonia
- Giuliano Missirini (a radarszerelő)
- Arturo Parmiani
- Carla Ravasi
- Ivo Scherpiani
- Bruno Scipioni

## Díjak

### Ezüst Szalag díj
- 1965 Carlo Di Palma (a legjobb színesfilm-operatőr)

### KFCC-díj
- 1968 A legjobb külföldi film

### Velencei filmfesztivál
- 1964 Michelangelo Antonioni (Arany Oroszlán díj, FIPRESCI-díj)

## Ajánlott irodalom
Györffy Miklós: Szemtől szemben – Michelangelo Antonioni (Budapest, 1980, Gondolat Kiadó, 184–206. oldal)